# Индостан
Индоста́н (хинди हिन्दुस्तान Hindustān, урду ہندوستان‎ Hindostān от перс. Hindū‎ — Инд + -stān) — полуостров на юге Азии. Площадь ок. 2 млн км², с севера на юг протянулся на 3200 км. Северная граница условно проводится от дельты Инда к дельте Ганга. Иногда к Индостану относят также все плато и горы южнее Индо-Гангской равнины. На полуострове расположены значительная часть Индии, часть Пакистана и Бангладеш.
С запада омывается водами Аравийского моря, с востока — Бенгальского залива. К юго-востоку от оконечности полуострова расположен крупный остров Шри-Ланка. Индостан является южной частью Индийского субконтинента, расположенного на Индийской тектонической плите.
Вдоль береговой линии располагается узкая полоса равнин. Над ними возвышаются Западные и Восточные Гаты, обрамляющие Деканское плоскогорье. Высшей точкой является гора Анай-муди, высота которой составляет 2698 метров. Также имеются крупные месторождения каменного угля, марганцевых, железных и медных руд, слюды, бокситов и драгоценных камней.
Самая южная точка полуострова — мыс Коморин.

## Геология
Большая часть Индостана занята Индостанской (Индийской) платформой. Поверхность занята Деканским плоскогорьем, ограниченным Западными и Восточными Гатами, которые в своих южных частях отгораживают от плоскогорья аллювиальные низменности Малабарский и Коромандельский берег соответственно. Гаты сходятся на юге в массив Анаймалай. Основные реки — Нарбада, Тапти, Маханади, Годавари, Кришна.

## Название
Персы называли Хиндустаном всю Индию, откуда слово перешло в европейские языки. С XIX века европейцы так чаще именовали регион между Гималаями и массивом Виндхья, то есть материковую часть Индии в противоположность Декану. Русское название «Индостан» для обозначения этого исторического региона является устаревшим. В английском языке полуостров примерно в тех же границах называют Южной Индией.

## Климат
Климат тропический, переходный к субэкваториальному, на севере тропический муссонный, с влажным летним сезоном. Средняя температура в январе составляет 21—29 °С, в мае 30—40 °С. Осадков во внутренних районах выпадает 500—700 мм, на наветренных склонах до 3000 мм в год.